# Krabojadek
Krabojadek (Ichthyomys) – rodzaj ssaków z podrodziny bawełniaków (Sigmodontinae) w obrębie rodziny chomikowatych (Cricetidae).

## Rozmieszczenie geograficzne
Rodzaj obejmuje gatunki występujące w południowej Ameryce Środkowej i Ameryce Południowej.

## Morfologia
Długość ciała (bez ogona) 95–197 mm, długość ogona 80–185 mm, długość ucha 6–12 mm, długość tylnej stopy 23–41 mm; masa ciała 38–155 g.

## Systematyka
Rodzaj zdefiniował w 1893 roku angielski zoolog Oldfield Thomas w artykule poświęconym opisowi ssaków ze środkowego Peru, opublikowanym w czasopiśmie Proceedings of the Zoological Society of London. Gatunkiem typowym jest (oryginalne oznaczenie) krabojadek Sztolcmana (I. stolzmanni). 

### Etymologia
Ichthyomys: gr. ιχθυς ikhthus ‘ryba’; μυς mus, μυος muos ‘mysz’.

### Podział systematyczny
Do rodzaju należą następujące gatunki:
| Grafika | Gatunek               | Autor i rok opisu                                                    | Nazwa zwyczajowa          | Podgatunki         | Rozmieszczenie geograficzne                                                       | Podstawowe wymiary                                  | Status IUCN |
| ------- | --------------------- | -------------------------------------------------------------------- | ------------------------- | ------------------ | --------------------------------------------------------------------------------- | --------------------------------------------------- | ----------- |
|         | Ichthyomys pittieri   | Handley & Mondolfi, 1963                                             | krabojadek ziemnowodny    | gatunek monotypowy | endemit Wenezueli (rozproszone populacje w Kordylierze Wschodniej)                | DC: 9,5–17,5 cm DO: 8–14,5 cm MC: 38–147 g          | NT          |
|         | Ichthyomys hydrobates | (Winge, 1891)                                                        | krabojadek srebrnobrzuchy | 3 podgatunki       | lasy w Andach w zachodniej Wenezueli, Kolumbii i północno-środkowym Ekwadorze     | DC: 13,4–18,2 cm DO: 12,5–15 cm MC: brak danych     | LC          |
|         | Ichthyomys pinei      | de Córdova, Nivelo-Villavicencio, Reyes-Puig, Pardiñas & Brito, 2019 |                           | gatunek monotypowy | endemit Ekwadoru (znany tylko z miejsca typowego w pobliżu kantony Nabón w Azuay) | DC: około 13,1 cm DO: około 13,7 cm MC: brak danych | NE          |
|         | Ichthyomys tweedii    | Anthony, 1921                                                        | krabojadek strumieniowy   | gatunek monotypowy | środkowa Panama oraz niziny i andyjskie pogórza w zachodnim Ekwadorze             | DC: 14,3–19,7 cm DO: 13,2–15,5 cm MC: 123–155 g     | DD          |
|         | Ichthyomys stolzmanni | O. Thomas, 1893                                                      | krabojadek Sztolcmana     | gatunek monotypowy | wschodnie Andy w Ekwadorze i Peru                                                 | DC: około 16 cm DO: 17,7–18,5 cm MC: około 140 g    | LC          |
|         | Ichthyomys orientalis | Anthony, 1923                                                        |                           | gatunek monotypowy | endemit Ekwadoru (wschodnie Andy)                                                 | brak danych                                         | NE          |

Kategorie IUCN:  LC  – gatunek najmniejszej troski,  NT  – gatunek bliski zagrożenia,  DD  – gatunki o nieokreślonym stopniu zagrożenia;  NE  – gatunki niepoddane jeszcze ocenie.